# Joseph McCarthy
Joseph Raymond McCarthy (14 de novembro de 1908, Grand Chute, Wisconsin – 2 de maio de 1957, Bethesda, Maryland) foi um político norte-americano, membro inicialmente do Partido Democrata, e mais tarde do Partido Republicano. McCarthy foi senador do estado de Wisconsin entre 1947 e 1957.
Nascido e criado em uma fazenda em Wisconsin, McCarthy graduou-se em direito em 1935 e em 1939 foi eleito o mais jovem juiz da história do estado. Aos 33 anos, McCarthy inscreveu-se como voluntario no Corpo de Fuzileiros Navais dos Estados Unidos e serviu durante a Segunda Guerra Mundial. Em 1946 elegeu-se para o Senado dos Estados Unidos e depois de três anos sem grande destaque, em fevereiro de 1950 McCarthy subitamente se destaca no cenário nacional ao afirmar em um discurso que tinha uma lista dos "membros do Partido Comunista e dos membros de uma rede de espionagem" empregados dentro do Departamento de Estado Norte Americano. Devido as tensões da Guerra Fria que alimentaram temores de subversão comunista generalizada, a declaração de McCarthy o transformou na figura pública mais visível. Passou a ser conhecido por suas declarações de que havia um grande número de comunistas, espiões soviéticos e simpatizantes dentro do governo federal norte-americano.

## Biografia
Joseph McCarthy nasceu em 14 de novembro de 1908, na cidade de Grand Chute, Wisconsin, na região norte dos Estados Unidos. Foi o quinto filho (de sete). Sua mãe era irlandesa e seu pai era americano, descendentes de irlandeses e alemães. Aos 14 anos deixou a escola para ir trabalhar numa quinta e, depois, para dirigir uma mercearia. Regressou à escola com vinte anos e foi estudar Direito na Universidade Marquette. Tornou-se advogado no Wisconsin, até 1939, ano em que foi eleito juiz. McCarthy concorreu a este lugar ligado ao Partido Republicano, depois de ter sido rejeitado pelo Partido Democrata. Durante a Segunda Guerra Mundial foi mobilizado para a tropa e serviu na Marinha dos Estados Unidos na Campanha do Pacífico, tendo chegado a capitão.
Em 1946 foi eleito para o Senado norte-americano após ter concorrido numa lista do Partido Republicano. No seu primeiro dia de trabalho propôs que, para acabar com uma greve de mineiros, estes fossem mobilizados para o exército. Durante os seus dez anos no Senado dos Estados Unidos, McCarthy e sua equipe tornaram-se célebres e infames pelas investigações agressivas contra o governo federal dos EUA e pela campanha contra todos que eles suspeitassem ser ou simpatizar com os comunistas.
Este período compreendido entre 1950 e 1956, conhecido como o "Terror vermelho" (Red Scare), também ficou conhecido como Macartismo ou ainda "Caça às Bruxas", numa alusão aos simulacros de processos que sofreram as mulheres acusadas de bruxaria durante a Idade Média e parte da Idade Moderna. Eram comuns as delações provocadas pelo clima de histeria causado por McCarthy e seus acólitos.
Assim, durante esse período, todos aqueles que fossem meramente suspeitos de simpatia com o comunismo, tornaram-se objeto de investigações e invasão de privacidade. Pessoas da mídia, do cinema, do governo e do exército foram acusadas de espionagem a soldo da URSS. Muitas pessoas tiveram suas vidas destruídas pelos macartistas, inclusive algumas sendo levadas ao suicídio.
O termo "Macartismo" é desde então sinônimo de atividades governamentais antidemocráticas, visando a reduzir significativamente a expressão de opiniões políticas ou sociais julgadas desfavoráveis, limitando para isso os direitos civis sob pretexto de "segurança nacional".
O primeiro repórter que teve coragem para confrontar, e desmascarar, McCarthy foi Edward R. Murrow. Após sua série de reportagens sobre o senador na rede CBS a decadência de McCarthy não tardou a vir. McCarthy não chegou a ser expulso do Senado, mas sofreu uma moção de censura pública, e acabou desprestigiado, como um pária na política estadunidense, uma vez que suas ações tornaram-se uma mancha na história da democracia daquele país. O embate entre Morrow e McCarthy foi representado no cinema, em 2005, no filme Boa Noite, e Boa Sorte, dirigido por George Clooney.
McCarthy morreu em 2 de maio de 1957, aos 48 anos, depois de ter sido internado no National Naval Medical Center para tratar uma hepatite aguda. Seu corpo encontra-se sepultado em Saint Marys Cemetery, Appleton City, Condado de Outagamie, Wisconsin nos Estados Unidos.

## Legado
Joseph McCarthy continua sendo um personagem controverso. Na opinião de alguns autores conservadores atuais, como William Norman Grigg e Medford Stanton Evans, seu lugar na história deveria ser reavaliado. Vários estudiosos, também tidos como conservadores, discordam destas opiniões.
Outros autores e historiadores, incluindo Arthur L. Herman, afirmam que novas evidências, como as mensagens secretas da inteligência soviética decifradas pelo anglo-americano Projeto Venona, disponíveis no ocidente e as transcrições das audiências fechadas do Comitê de Investigação de Atividades Antiamericanas do Senado dos Estados Unidos, liderado por McCarthy, confirmam parcialmente as acusações do senador. E provam que muitos dos acusados de colaborar com a URSS eram, de fato, culpados e que a escala de atividade de espionagem soviética nos Estados Unidos durante os anos 1940 e 1950 foi maior do que muitos estudiosos suspeitavam.
Após analisar evidências do Projeto Venona e de outras fontes, o historiador John Earl Haynes concluiu que, das 159 pessoas identificadas em listas utilizados ou referenciadas por McCarthy, nove teriam certamente colaborado os esforços de espionagem soviética. Sugeriu que a maioria das pessoas nas listas poderia legitimamente ter sido considerada como risco de segurança, mas que uma minoria substancial não podia. Entre os implicados em arquivos posteriormente tornados públicos, a partir do projeto Venona e fontes soviéticas, estavam  Cedric Belfrage, Frank Coe, Lauchlin Currie, Harold Glasser, David Karr, Mary Jane Keeney, e Leonard Mins. Alguns, membros conhecidos do CPUSA (Partido Comunista dos Estados Unidos).
Estes pontos de vista são considerados revisionistas por muitos estudiosos. John Earl Haynes resiste aos esforços para reabilitar Joseph McCarthy, argumentando que suas tentativas para "transformar o anticomunismo numa arma partidária" efetivamente "pôs em risco o consenso anticomunista do pós-guerra" o que, em última análise prejudicou a luta contra o comunismo.
Baseado em sua experiência do Departamento de Estado, o diplomata George F. Kennan emitiu a opinião de que "a infiltração nos serviços governamentais americanos por membros ou agentes (conscientes ou não) do Partido Comunista dos Estados Unidos no final dos anos 1930, não foi uma invenção da imaginação... ela realmente existiu, e assumiu proporções que, embora nunca esmagadoras, também não eram triviais." Kennan escreveu que, durante a administração Roosevelt, "advertências que deveriam ter sido ouvidas caíram demasiadas vezes em ouvidos surdos ou incrédulos."
William J. Bennett, ex-secretário do Departamento de Educação dos Estados Unidos durante o governo Reagan, resumiu essa perspectiva em seu livro de 2007, "America: The Last Best Hope:"
A causa do anticomunismo, que uniu milhões de americanos e que ganhou o apoio de democratas, republicanos e independentes, foi prejudicada pelo senador Joe McCarthy... McCarthy dirigiu um problema real: elementos desleais dentro do governo dos EUA. Mas sua abordagem a este problema real causou sofrimento incalculável para o país que ele dizia amar... O pior de tudo, McCarthy manchou a causa honrosa do anticomunismo. Ele desacreditou esforços legítimos para combater a subversão soviética de instituições americanas.
Segundo o Dicionário Houaiss da Língua Portuguesa, o termo "macarthismo" designa a "prática de formular acusações e fazer insinuações sem provas".